# Das Gauklermärchen
Das Gauklermärchen ist ein 1982 entstandenes Theaterstück von Michael Ende. Ende nennt das Stück im Untertitel „Ein Spiel in sieben Bildern sowie einem Vor- und Nachspiel“.

## Inhalt
Ein kleiner Zirkus hat Existenzängste. Die Direktion eines Chemiekonzerns bietet den Gauklern an, für sie durch die Lande zu ziehen und dabei für ihre Produkte zu werben. Einzige Bedingung ist, das geistig behinderte Mädchen Eli, das die Gaukler nach einer chemischen Umweltkatastrophe in einem Straßengraben todkrank aufgelesen haben, in ein Heim zu schicken, da sich Eli für eine Werbekampagne kaum eigne.
In der Diskussion um eine Entscheidung bittet Eli den Clown Jojo, ihr ein Märchen zu erzählen.
Personen
- Jojo, der Clown, im Märchen Prinz Joan
- Eli, ein Mädchen, im Märchen Prinzessin Eli
- Kalophain, der Spiegel (weibliche Rolle)
- Angramain, die Spinne, auch Smeralda, die grüne Dame (männliche Rolle)
- Narr des Prinzen Joan
- Der Eheminister
- Pippo, der Akrobat und Jongleur
- Bux, der Bauchredner mit seiner Puppe Ottokar
- Jussuf, der Zauberer
- Lola, die Seiltänzerin
- Wilma, die Kunstschützin und Messerwerferin
- Spiegelbilder, Würdenträger, Bräute, Dame-Figuren

Das Stück ist mit 7 Personen spielbar.

## Querverweise
Das im Theaterstück erzählte Märchen findet sich mit anderen Namen für die Hauptfiguren "nacherzählt" durch Gigi in Endes Momo wieder.

## Rezeption
Wilfried Hiller schrieb 1998 Musik zum Gauklermärchen, Gerhard Konzelmann komponierte eine Oper, die an der Oper Köln 1988 uraufgeführt wurde.